# 大橋一郎 (技術者)
大橋 一郎（おおはし いちろう）は、日本の放送技術者。朝日放送（ABC）元取締役・技術局長。関西民放クラブ会員。

## 略歴
大阪工業大学工学部電気工学科卒業。朝日放送（ABC: 現 朝日放送テレビ）技術局にて主に、スポーツ用文字発生装置・ラジオマスター設備の開発に従事。1964年には日本民間放送連盟(JBA)第3回足立賞を受賞「オートビデオコントロールの開発」。同社技術局長を経て、朝日放送取締役を務めた。退局後は、陶芸家して活動している。

## 主な研究
- データ編集専用システム方式の自動番組制御装置[6] - 日本電気（現：NEC）との共同研究
- オートビデオコントロールの開発[4]